# SMASH I
SMASH I fue el primer evento de lucha libre profesional producido por la empresa SMASH. Tuvo lugar el 26 de marzo de 2010, desde el Shinjuku FACE, en la ciudad de Kabukichō, Tokio.

## Resultados
- TAJIRI derrotó a Mentallo (8:42)[2]
  - TAJIRI cubrió a Mentallo después de un "Buzzsaw Kick".
- Meiko Satomura derrotó a Shuri por detención del árbitro (11:06)[2]
  - El árbitro detuvo el combate después de que Satomura aplicó un "Sleeper Hold" a Shuri.
- Leatherface derrotó a Akira Shoji (6:23)[2]
  - Leatherface cubrió a Shoji después de un "Diving Fist Drop".
- Tommy Dreamer derrotó a TAJIRI en un Hardcore Match (16:38)[2]
  - Dreamer cubrió a TAJIRI después de un "DDT".
- KUSHIDA derrotó a Hajime Ohara (16:37)[2]
  - KUSHIDA cubrió a Ohara después de un "Midnight Express".